# 李權哲 (台灣歌手)
李權哲（Jerry Li，1997年4月20日—），台灣創作男歌手、音樂製作人，也是露波合唱團的樂手（目前暫待鼓手）。2017年發行首張個人專輯《醒着不醉》，入圍第29屆金曲獎最佳新人獎。2022年以專輯《愛情一陣風》獲得第33屆金曲獎最佳專輯製作人獎；同年亦獲得第13屆金音創作獎最佳專輯獎。

## 早年
李權哲1997年生於台北。受到幼時家中播放的1960至80年代西洋歌曲中藍調、R&B、靈魂樂影響，11歲時外公送他一把木吉他作為生日禮物後，開始探索音樂。
一開始母親教導他彈簡單的音階，後來YouTube網路平台資源的普及，他開始從網路上看教學自學吉他和鋼琴，以及更複雜的樂理知識。12歲時有了第一首創作，國中時期開始與同學玩樂團，也持續堅持創作的精神，國二開始接觸簡單的錄音軟體紀錄創作、研究編曲錄音等專業知識。
高中就讀永春高中擔任熱音社社長，高二時確定志向，要往音樂產業發展，前往新加坡就讀高中，並在隔年考上伯克利音樂學院就讀。

## 職業生涯
2017年發行首張個人專輯《醒着不醉》，次年入圍第29屆金曲獎最佳新人獎。2018年11月，李權哲以藝名「雲端司機」推出《低成本專輯》。2021年3月2日，饒舌廠牌顏社的老闆迪拉胖，透過顏社官方Facebook，宣布李權哲成為顏社旗下之藝人。同月12日，李權哲以藝名「雲端司機」發布EP《SUNNY AFTERNOON》。
2021年12月，李權哲回歸個人身份發行專輯《愛情一陣風》，並於2022年憑藉此專輯獲得第33屆金曲獎最佳專輯製作人獎；同年亦獲得第13屆金音創作獎最佳專輯獎。
李權哲亦為「露波合唱團」之樂手，2021年該樂團發行首張專輯《有沒有很頭痛》。

## 個人生活
2023年3月，與梁凱莉結婚。

## 獎項紀錄
| 年份   | 頒獎典禮                 | 作品                        | 獎項               | 結果 |
| ------ | ------------------------ | --------------------------- | ------------------ | ---- |
| 2017年 | 第21屆中華音樂人交流協會 | 《醒著不醉》                | 2017年度十大專輯   | 獲獎 |
| 2017年 | 第8屆金音創作獎          | 《醒著不醉》                | 最佳新人(團)獎     | 提名 |
| 2017年 | 第8屆金音創作獎          | 《醒著不醉》                | 最佳風格類型專輯獎 | 提名 |
| 2018年 | 第29屆金曲獎             | 《醒著不醉》                | 最佳新人獎         | 提名 |
| 2019年 | 第10屆金音創作獎         | 《低成本專輯》              | 最佳創作歌手獎     | 提名 |
| 2022年 | Hit FM聯播網             | 《愛情一陣風》              | 2021年度十大專輯   | 獲獎 |
| 2022年 | 第15屆 Freshmusic Awards | 《愛情一陣風》              | 年度10大專輯       | 獲獎 |
| 2022年 | 第33屆金曲獎             | 《愛情一陣風》              | 年度專輯獎         | 提名 |
| 2022年 | 第33屆金曲獎             | 《愛情一陣風》              | 最佳華語專輯獎     | 提名 |
| 2022年 | 第33屆金曲獎             | 《愛情一陣風》              | 最佳專輯製作人獎   | 獲獎 |
| 2022年 | 第13屆金音創作獎         | 《愛情一陣風》              | 最佳專輯獎         | 獲獎 |
| 2022年 | 第13屆金音創作獎         | 《愛情一陣風》              | 最佳創作歌手獎     | 提名 |
| 2022年 | 第13屆金音創作獎         | 《愛情一陣風》              | 最佳另類流行專輯獎 | 提名 |
| 2023年 | 第58屆金鐘獎             | 〈得意的一天 A no is a no〉 | 戲劇原創歌曲獎     | 獲獎 |
| 2023年 | 第14屆金音創作獎         | 〈只希望你我身邊〉          | 最佳另類流行歌曲獎 | 提名 |
| 2024年 | 第35屆金曲獎             | 露波合唱團《美麗新世界》    | 最佳樂團獎         | 提名 |

## 音樂作品

### 個人
| 發行日         | 專輯名稱            | 發行     | 曲目                                                           |
| -------------- | ------------------- | -------- | -------------------------------------------------------------- |
| 2016年4月      | 《Non Stop 不停手》 | 滾石唱片 | 01.Non Stop 不停手                                             |
| 2017年5月9日   | 《醒著不醉》        | 滾石唱片 | 01.醒著不醉Stay Sober                                          |
| 2017年5月9日   | 《醒著不醉》        | 滾石唱片 | 02.Hide&Seek feat.熊仔Poetek                                   |
| 2017年5月9日   | 《醒著不醉》        | 滾石唱片 | 03.不停手Non stop                                              |
| 2017年5月9日   | 《醒著不醉》        | 滾石唱片 | 04.Lil Gurl                                                    |
| 2017年5月9日   | 《醒著不醉》        | 滾石唱片 | 05.滾開Fuck off                                                |
| 2017年5月9日   | 《醒著不醉》        | 滾石唱片 | 06.你不會說 Say It                                             |
| 2017年5月9日   | 《醒著不醉》        | 滾石唱片 | 07.回頭feat.ZENBO Turning Back                                 |
| 2017年5月9日   | 《醒著不醉》        | 滾石唱片 | 08.兩顆星星Planets                                             |
| 2017年5月9日   | 《醒著不醉》        | 滾石唱片 | 09.請收留我(拜託拉)Tack Me in(Please)                          |
| 2017年5月9日   | 《醒著不醉》        | 滾石唱片 | 10.我們的眼裡還有對方嗎Do We Still Have Each Other In Our Eyes |
| 2018年11月11日 | 《低成本專輯》      | 滾石唱片 | 01.自由的歌 The Freedom Song                                   |
| 2018年11月11日 | 《低成本專輯》      | 滾石唱片 | 02.Late In the Night                                           |
| 2018年11月11日 | 《低成本專輯》      | 滾石唱片 | 03.網路上 On The Internet                                      |
| 2018年11月11日 | 《低成本專輯》      | 滾石唱片 | 04.什麼都一樣 It’s All The Same                                |
| 2018年11月11日 | 《低成本專輯》      | 滾石唱片 | 05.阿Dan Ah Dan                                                |
| 2018年11月11日 | 《低成本專輯》      | 滾石唱片 | 06.搬到合歡山上 Mount Hehuan                                   |
| 2018年11月11日 | 《低成本專輯》      | 滾石唱片 | 07.換鞋子 Shoes Swap                                           |
| 2018年11月11日 | 《低成本專輯》      | 滾石唱片 | 08.太空中的房間 Outer Space Room                               |
| 2018年11月11日 | 《低成本專輯》      | 滾石唱片 | 09.蟑螂 Cockroach                                              |
| 2021年3月12日  | 《SUNNY AFTERNOON》 | 顏社     | 01.SUNNY AFTERNOON                                             |
| 2021年3月12日  | 《SUNNY AFTERNOON》 | 顏社     | 02.SUNSHINE                                                    |
| 2021年3月12日  | 《SUNNY AFTERNOON》 | 顏社     | 03.LOCKED'N LOADED (feat. kvn)                                 |
| 2021年3月12日  | 《SUNNY AFTERNOON》 | 顏社     | 04.SHORE                                                       |
| 2021年3月12日  | 《SUNNY AFTERNOON》 | 顏社     | 05.CREDIT ROLL                                                 |
| 2021年12月29日 | 《愛情一陣風》      | 顏社     | 01.今晚有空嗎？                                                |
| 2021年12月29日 | 《愛情一陣風》      | 顏社     | 02.迪斯可可九                                                  |
| 2021年12月29日 | 《愛情一陣風》      | 顏社     | 03.哈根大世界                                                  |
| 2021年12月29日 | 《愛情一陣風》      | 顏社     | 04.翻譯給我聽(寶貝)                                            |
| 2021年12月29日 | 《愛情一陣風》      | 顏社     | 05.Blue Monday                                                 |
| 2021年12月29日 | 《愛情一陣風》      | 顏社     | 06.康明                                                        |
| 2021年12月29日 | 《愛情一陣風》      | 顏社     | 07.孤單女孩                                                    |
| 2021年12月29日 | 《愛情一陣風》      | 顏社     | 08.芭比娃娃                                                    |
| 2021年12月29日 | 《愛情一陣風》      | 顏社     | 09.颱風要來了                                                  |
| 2021年12月29日 | 《愛情一陣風》      | 顏社     | 10.我愛你是一輩子的事                                          |

### 露波合唱團
| 發行日    | 專輯名稱         | 發行     | 曲目                                    |
| --------- | ---------------- | -------- | --------------------------------------- |
| 2021年1月 | 《有沒有很頭痛》 | 數位發行 | 01.小小稻草 Little Straw.               |
| 2021年1月 | 《有沒有很頭痛》 | 數位發行 | 02.太陽 Sun                             |
| 2021年1月 | 《有沒有很頭痛》 | 數位發行 | 03.頂樓 Rooftop                         |
| 2021年1月 | 《有沒有很頭痛》 | 數位發行 | 04.思想漩渦 Mind Swirl                  |
| 2021年1月 | 《有沒有很頭痛》 | 數位發行 | 05.蟲洞糖 Wormhole Gummy                |
| 2021年1月 | 《有沒有很頭痛》 | 數位發行 | 06.等我啦(Organ) Wait For Me Lah(Organ) |
| 2021年1月 | 《有沒有很頭痛》 | 數位發行 | 07.等我啦 Wait For Me Lah               |
| 2021年1月 | 《有沒有很頭痛》 | 數位發行 | 08.不要怕 Don’t Be Scared               |
| 2021年1月 | 《有沒有很頭痛》 | 數位發行 | 09.躁 Zao                               |

### 合作歌曲
| 年份           | 歌曲名稱            | 演唱歌手                                                                                           |
| -------------- | ------------------- | -------------------------------------------------------------------------------------------------- |
| 2016年12月1日  | Mind not Tomorrow   | 洪晨 Hung Chen ft. ILL Mo,Indiesound,李權哲Jerry Li                                                |
| 2016年12月24日 | 貓脾氣 CATS' MOOD   | 李權哲 Jerry Li X 夜貓組（春艷+Leo王）                                                             |
| 2017年9月13日  | 自動導航 Auto Pilot | 女孩與機器人 The Girl and The Robots ft. 李權哲 Jerry Li & 方Q FunQ                                |
| 2020年7月23日  | 自躁浪漫            | 李英宏 ft. 李權哲                                                                                  |
| 2021年3月3日   | 深呼吸              | 春艷 ft. 李權哲                                                                                    |
| 2022年3月18日  | TM5                 | ROBOT SWING、 LEO37、LINION、陳以恆、雷擎、老莫、熊仔、呂士軒、阿爆、黃宣、李權哲、STAR WU、謝明諺 |

## 表演

### 個人表演經歷
| 年份           | 場名                                       | 地點                                 |
| 2018年1月7日   | ZENBØ IN Wonderland" 20180107 LIVE         | 臺北 海邊的卡夫卡                    |
| 2018年6月23日  | 第29屆金曲獎頒獎典禮-『＃未來ing』         | 臺北 小巨蛋                          |
| 2019年1月19日  | 一                                         | 臺北 內湖民權市集「秘密花園」        |
| 2020年8月15日  | 在橋下面 vol.3                             | 臺北 HIGHWAY 18                      |
| 2020年9月2日   | 李權哲Jerry Li / Easy Shen Gang            | 臺北 Revolver                        |
| 2020年10月10日 | 2020 沒有秋OUT音樂節                       | 臺北 PIPE Live Music                 |
| 2020年11月1日  | 一見如 Groove 2：李權哲、問題總部          | 臺北 The Wall Live House             |
| 2020年12月19日 | eslite Celebration Fair聖誕音樂會          | 臺北 誠品信義店                      |
| 2021年1月29日  | ♡ 浪人祭暖心鉅獻：初戀小暖流 ♡             | 臺北 The Wall Live House             |
| 2021年3月14日  | 夕陽周末秀                                 | 臺北 The Wall Live House             |
| 2021年4月16日  | 雲端司機 SUNNY AFTERNOON EP巡迴            | 臺北 女巫店                          |
| 2021年4月30日  | 雲端司機 SUNNY AFTERNOON EP巡迴            | 臺中 玩劇島小劇場                    |
| 2021年5月8日   | 第六屆政大音樂節《#換日修復計畫》          | 臺北 三創生活園區 Clapper Studio     |
| 2021年9月24日  | 誠品會員之夜 觸動時刻，音樂現場            | 臺北 誠品信義店                      |
| 2021年10月31日 | 2021浪人祭 Vagabond Festival：春艷Ｘ李權哲 | 臺南 安平觀夕平台旁大草皮            |
| 2021年11月28日 | LUCfest 貴人散步音樂節                     | 臺南 全美戲院                        |
| 2021年12月26日 | 黑潮放送                                   | 高雄 MLD台鋁生活商場                 |
| 2022年3月6日   | 《愛情一陣風》首場個人演唱會               | 臺北 Legacy                          |
| 2022年3月27日  | 2022 大港開唱 Megaport Festival            | 高雄 駁二藝術特區海龍王舞台          |
| 2022年8月7日   | 台北市內湖區李權哲 金曲慶功演唱會 臺北場   | 臺北 三創CLAPPER STUDIO              |
| 2022年8月21日  | 台北市內湖區李權哲 金曲慶功演唱會 高雄場   | 高雄 LIVE WAREHOUSE                  |
| 2022年8月26日  | 台北市內湖區李權哲 金曲慶功演唱會 臺中場   | 臺中 Legacy Taichung 傳 音樂展演空間 |

### The Loophole 露波合唱團 表演經歷
| 年份           | 場名                                                          | 地點            | 備註           |
| 2017年12月29日 | 音樂製造者：We will rock you with Daendel & Loophole          | 中山光一REV.NOW |                |
| 2021年4月8日   | 露波合唱團 / 庸俗救星 / 林以樂 大團誕生                       | 臺北Legacy      |                |
| 2021年12月29日 | HOPE FOR HAPPINESS w/ THE LOOPHOLE露波合唱團                  | Revolver        | 與愛是唯一共演 |
| 2022年3月18日  | 搖滾死了沒？｜露波合唱團The Loophole The Wall Live House 專場 | The Wall        |                |

### 線上表演活動
| 年份          | 場名                                                 | 備註             |
| 2020年6月6日  | That's My Shhh presents「RE:From Taiwan」            |                  |
| 2020年8月26日 | 顏社煮場秀: 夜貓組 Live at VG The Seafood Bar Taipei | 吉他手、特別演出 |

### 樂手活動
| 年份          | 場名                                         | 備註                                   |
| 2020年6月21日 | Leo王之友突然的show                          | 吉他手、特別演出Hide & Seek feat. 熊仔 |
| 2020年        | Leo王漂遊者森林音樂祭                        | 吉他手                                 |
| 2021年        | Leo王朋友朋友演唱會 偶爾來看看我 拜訪It's OK | 吉他手                                 |
| 2021年        | Leo王大港開唱                                | 吉他手                                 |
| 2022年        | 潮州土狗大港開唱                             | 吉他手                                 |
| 2022年        | 音樂戰艦Leo王演唱會                          | 吉他手                                 |

### 講座
| 年份           | 場名                                     | 地點                |
| 2020年10月16日 | 司機載我一程吧：李權哲談職業音樂人的實踐 | 臺北孖空間 Zi space |

## 音樂製作

### 其他歌曲創作
註：非收錄於個人專輯之歌曲創作
| 演出者與專輯名稱         | 發行日期       | 收錄曲                                    | 創作部分     |
| 鄭柏育ZENBØ 《怪胎大雄》 | 2017年9月1日   |                                           | 專輯製作     |
| 呂薔Amuyi《O_LOVE》      | 2017年10月20日 | O_LOVE                                    | 詞、曲、製作 |
| 夜貓組《健康歌曲》       | 2017年10月20日 | 2017太空漫遊 feat. 李英宏 aka DJ Didilong | 編曲         |
| Leo王【消化不良】EP      | 2021年6月24日  |                                           | EP製作人     |

## 相關網站
- 李權哲/雲端司機的Instagram
- 李權哲的Facebook專頁
- 雲端司機的YouTube頻道 （页面存档备份，存于）
- 李權哲/雲端司機 顏社頻道 （页面存档备份，存于）
- On Studio的Youtube頻道 （页面存档备份，存于）
- 【 SampleThis 取樣這個 】 Ep.2 李權哲 Jerry ｜ Wassup Volkswagen
- 【Vogue】擁有老派靈魂的音樂奇才，雲端司機李權哲
- 【吹專訪】流行音樂多情種——李權哲：有衝擊才會有好玩的事情發生 （页面存档备份，存于）
- 【everylitted】聽完李權哲的《愛情一陣風》：除了歌詠愛情和青春，他或許不是你想的那種老靈魂
- 【VERSE】屁，但不能油條：李權哲如何成為今年最受注目的音樂人？ （页面存档备份，存于）
- 【500輯】從自厭到接受，創作歌手李權哲：那瞬間我讀懂自己了 （页面存档备份，存于）